# John Smart (malarz)
John Smart (ur. ok. 1740, zm. ok. 1811) – angielski malarz miniatur portretowych. Tworzył współcześnie z takimi osobami jak Richard Cosway, George Engleheart, William Wood i Richard Crosse.
W 2014 roku jedna z jego miniatur została sprzedana za 30 000 £.

## Życiorys
Smart urodził się w Norfolk, ale niewiele wiadomo o jego wczesnym życiu. Odnotowano, że w 1755 roku startował z Richardem Coswayem w konkursie rysowania dla osób poniżej lat 14, prowadzonym przez Royal Society of Arts. W tym samym roku zaczął uczęszczać do nowej szkoły rysunku Williama Shipleya w Londynie wraz z Coswayem i Richardem Crosse’em.
Wystawiał swoje prace w Society of Artists w Londynie od 1762 roku; został prezesem stowarzyszenia w 1778 roku. Pojechał do Indii w 1788 roku i zdobył w tym kraju liczne zamówienia na swoje prace. Osiedlił się w Londynie w 1797 roku i zmarł tam w 1811 roku.
Był człowiekiem o prostych nawykach i członkiem Society of Sandemanians.

## Życie prywatne
Smart poślubił Edith Vere i uważa się, że miał tylko jednego syna, który zmarł w Madrasu w 1809 roku.